# Ujma Mała
Ujma Mała – wieś w Polsce położona w województwie kujawsko-pomorskim, w powiecie radziejowskim, w gminie Osięciny.

## Podział administracyjny
W latach 1975–1998 miejscowość administracyjnie należała do województwa włocławskiego. Wieś sołecka – zobacz jednostki pomocnicze gminy w BIP.

## Demografia
Według Narodowego Spisu Powszechnego (III 2011 r.) liczyła 59 mieszkańców. Jest najmniejszą miejscowością gminy Osięciny.

## Historia
Ujma Mała i Ujma Duża mają wspólną średniowieczną historię, obie wsie były przez 4 stulecia (od wieku XIII do XVI) własnością biskupów gnieźnieńskich → patrz Historia Ujmy Dużej, Małej.